# Michele Korybut
Michał Tomasz Korybut Wiśniowiecki, conosciuto anche come Michele Wiśniowiecki o Michele I di Polonia (Volinia, 31 maggio 1640 – Leopoli, 10 novembre 1673), fu sovrano di Polonia e re della Confederazione polacco-lituana dal 19 settembre 1669 fino alla sua morte.
Fu l'ultimo dei Wiśniowiecki, che con suo nonno, Michał Wiśniowiecki e suo padre, Jeremi Michał Wiśniowiecki avevano raggiunto una notevole influenza politica e militare, dovuta a grandi vittorie in particolare nella rivolta di Chmel'nyc'kij. Grazie alla loro fama fu eletto re. Il suo regno, per via dei continui fallimenti di politica interna ed estera, è considerato uno dei più tragici della storia polacca, al contrario di quello del suo successore, Giovanni III Sobieski.

## Infanzia e gioventù

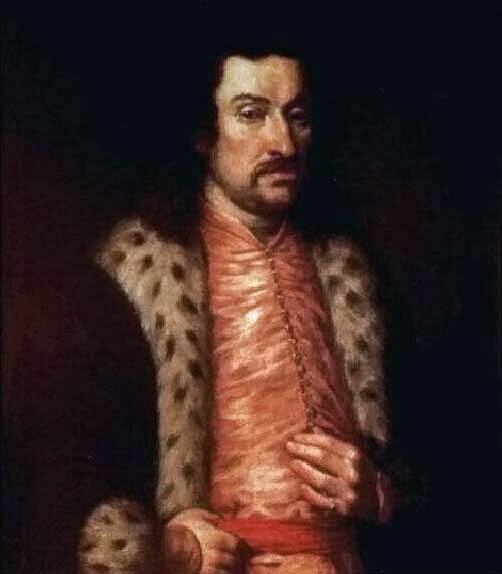
Jeremi Michał Wiśniowiecki, padre di Michele

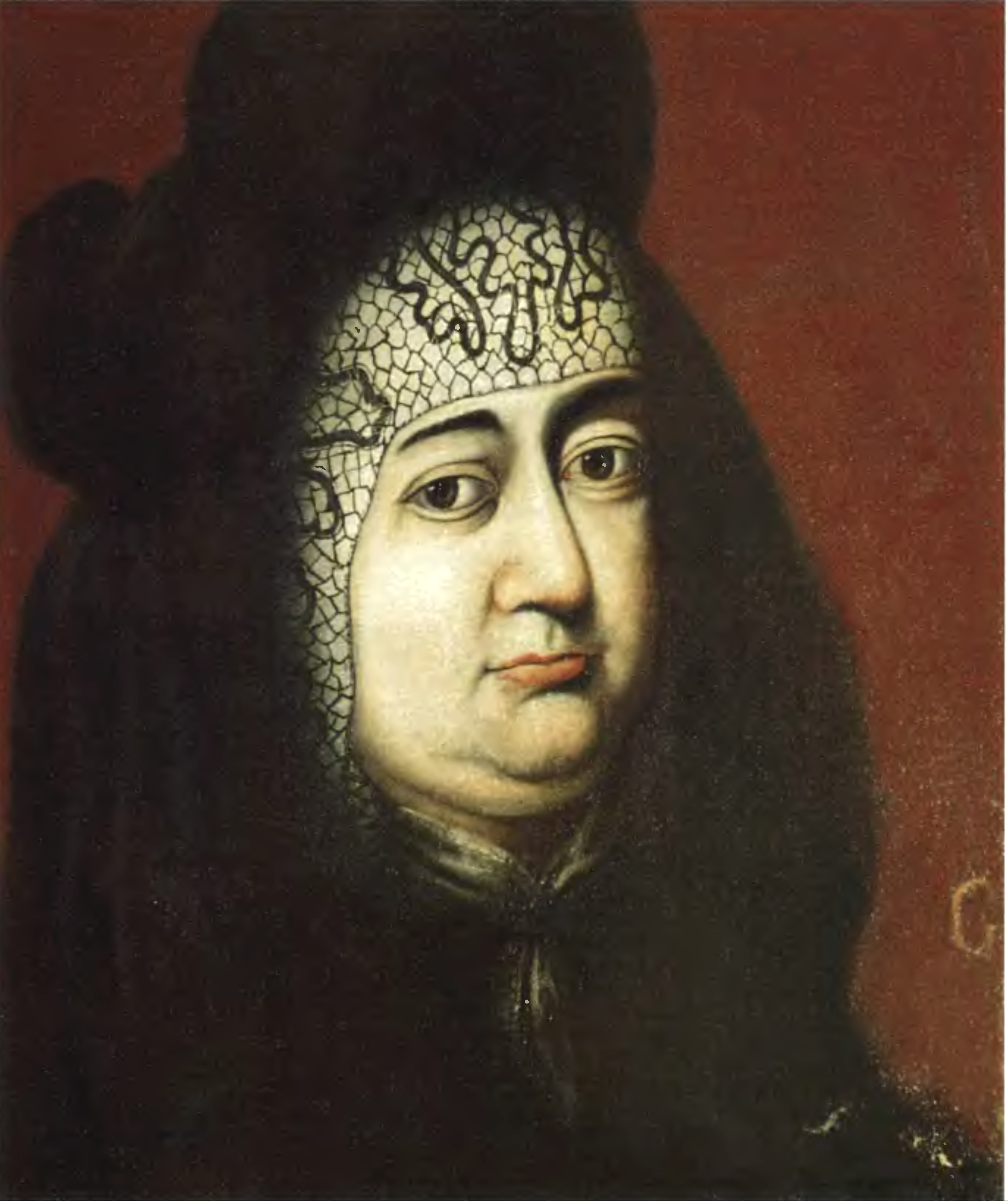
Giselda Zamoyska, madre di Michele

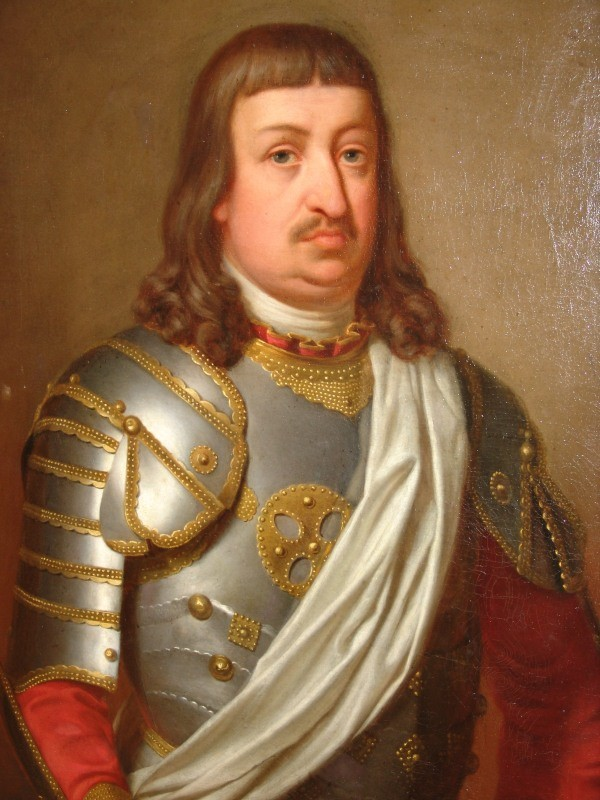
Jan Sobiepan Zamoyski, zio di Michele Korybut

Michele Korybut nacque il 31 maggio 1640, molto probabilmente nella località oggi ucraina di Biały Kamień ("pietra bianca"), in Volinia. Suo padre Jeremi Michał Wiśniowiecki, principe della szlachta e famoso comandante, fu un uomo molto abile in politica e in guerra, i cui continui ed assidui impegni militari gli impedirono di stare vicino a suo figlio, eccetto nei pochi mesi dalla sua nascita. La madre invece, Giselda Zamoyska, fu molto più presente nella vita del figlio. Michele infatti non solo assomiglierà fisicamente alla madre, ma lo sarà anche nel carattere, spesso spento e abitudinario.
Crebbe per i primi due anni di vita nella tenuta della nonna materna, Caterina Ostrogska, presso Zamość, ma questa nel 1642 morì, per cui Michele fu affidato dalla madre all'arcivescovo di Breslavia Carlo Ferdinando Vasa, figlio di re Sigismondo III di Polonia. Questo lo allevò presso la sua corte per tutto il periodo dell'infanzia, facendolo studiare presso i Gesuiti. Successivamente, in età adolescenziale, fu messo sotto la custodia dello zio materno Jan Sobiepan Zamoyski, governatore di Sandomierz e primo marito della futura regina polacca Maria Casimira Luisa de la Grange d'Arquien.
Dopo un breve periodo, Michele con lo zio si trasferì alla corte reale a Varsavia, dove ebbe l'opportunità di conoscere lo stile di vita e le tradizioni dei nobili della Szlachta e a 16 anni vi venne ammesso come nobile. Ma la situazione politica della Polonia era critica: nel 1648 scoppiò infatti una rivolta in Ucraina guidata dal cosacco Bohdan Chmel'nyc'kij. Il primo ad intervenire fu proprio il padre di Michele, il generale Jeremi, poiché la rivolta era scoppiata nei suoi territori. Da rivolta isolata questa si trasformò dal 1649 in una rivolta che coinvolse tutta la nazione polacca, concludendosi nel 1654 con il Trattato di Perejaslav. Suo padre, avendo un ruolo chiave in tutti gli scontri armati, diede al figlio e a tutta la famiglia un enorme prestigio. Jeremi però morì il 20 agosto 1651 in circostanze ancora misteriose, appena trentanovenne, per cui non fu in grado di vedere la fine della rivolta. La rivolta di Chmel'nyc'kij segnò l'inizio di una lunga serie di conflitti, soprannominata, il Diluvio.
Lo scoppio della Seconda guerra del nord concluse l'epoca del Diluvio in un modo tragico. Nel 1655 infatti l'esercito svedese del re Carlo X Gustavo di Zweibrucken-Cleeburg si unì con l'esercito del Brandeburgo e con quello Russo dello zar Alessio Romanov, per scongiurare la legittima ascesa al trono di Svezia da parte del re di Polonia Giovanni II Casimiro Vasa. Quest'ultimo era deciso a riprendersi il trono della propria famiglia creando un'egemonia Vasa, ma l'immenso potere navale e militare che invase la Confederazione lo mise presto in seria difficoltà. La Polonia, non essendo pronta per un conflitto di tale portata, cercò solo di evitare l'avanzata della coalizione che giungeva da diverse direzioni: ovest (Brandeburgo), est (Russia) e nord (Svezia). Per il suo esercito non vi era via di scampo e presto Varsavia passò in mano agli svedesi. La corte fu così obbligata a spostarsi, e con essa tutti i ministri e i nobili.
Michele dovette seguire tutta la corte a Glokówek, nella Slesia, e poi nel 1656 a Nysa. La guerra terminò nel 1660 con la vittoria della Russia (Trattato di Andrusovo) e della Svezia e Brandeburgo (Pace di Welawa). La Polonia ne uscì distrutta. Durante la guerra, tuttavia, la corte poté di nuovo ricostituirsi in pianta stabile e riprendere la vita di sempre. Così Michele nel 1656 si trasferì, grazie all'appoggio della regina Maria Luisa di Gonzaga-Nevers, nella prestigiosa Università Carolina di Praga, dal 1620 sotto il controllo dei Gesuiti, e dove Michele acquisì una vasta cultura linguistica e letteraria.
Nel 1660, una volta finita la guerra, fece ritorno in Polonia ricoprendo incarichi in alcune corti, tra le quali quella di Vienna. Nel 1663 prese per breve tempo parte come sottufficiale alla Guerra russo-polacca (1654-1667), in Ucraina, contro gli eserciti russi scatenati anni prima da Chmel'nyc'kij e desiderosi di una propria espansione verso ovest. Partecipò poi nel 1665, al fianco del re Giovanni Casimiro e del proprio successore Giovanni Sobieski alla repressione della rivolta dell'atamano Jerzy Sebastian Lubomirski.

## Elezione a Re di Polonia

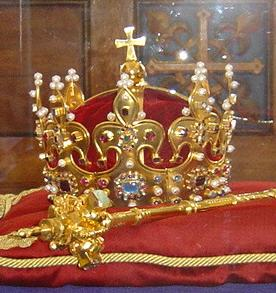
La corona reale polacca con la quale anche Michele fu incoronato

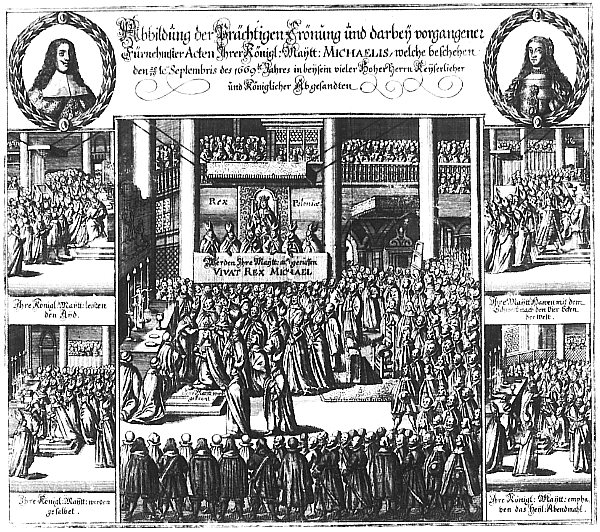
Incoronazione di Michele Korybut a Cracovia

Il 10 maggio 1667 morì la regina Maria Luisa di Gonzaga-Nevers. Il re Giovanni Casimiro, che fino a quel momento aveva contato sull'appoggio della moglie a causa della sua continua depressione dovuta ai gravi problemi politici, si ritrovò all'improvviso senza un appoggio morale. Questo provocò un tale peggioramento, anche fisico, che il re fu costretto ad abdicare il 16 settembre 1668, per poi trasferirsi in Francia come cardinale presso le cattedrali di Saint-Germain-des-Prés e di Saint-Martin de Nevers, dove morì quattro anni dopo, il 16 dicembre 1672, all'età di 63 anni.  Dopo la sua abdicazione la Polonia, già enormemente indebolita dalla rivolta di Lubomirski e dalle guerre del Diluvio, si ritrovò senza una guida, e dovette quindi iniziare la campagna elettorale per nominare un nuovo re. Visto che l'ex re non aveva eredi e la famiglia Vasa si era del tutto estinta in Polonia, nella Dieta si formarono rapidamente due fazioni in opposizione tra loro. Uno dei candidati fu proprio Michele Wiśniowiecki, che, dopo una breve esitazione accettò, ottenendo tra l'altro, l'appoggio del vescovo di Chełmno e vicecancelliere della Corona, Andrzej Olszowski.
Michele, grazie al prestigio di cui godeva, ottenne un numero molto ampio di sostenitori. Tuttavia, altri influenti principi e magnati appoggiavano il partito filo-francese, i cui candidati erano il principe Mikołaj Prażmowski e l'atamano della Corona Giovanni Sobieski, stimato in tutta la Polonia.
Dopo lunghi e intensi dibattiti durati più di un anno finalmente si giunse alle elezioni ufficiali il 19 giugno 1669 presso Wola. Michele Korybut Wiśniowiecki, con 11.271 voti in parlamento, venne eletto come re di Polonia e della Confederazione polacco-lituana a soli 29 anni, sconfiggendo la potente candidatura francese e i principi dell'opposizione. L'incoronazione ufficiale avvenne il 29 settembre 1669 nella Cattedrale del Wawel a Cracovia, con le insegne reali di Boleslao il Prode. Ad eseguire la consacrazione fu Mikołaj Prażmowski, arcivescovo di Gniezno.

## Matrimonio e vita privata

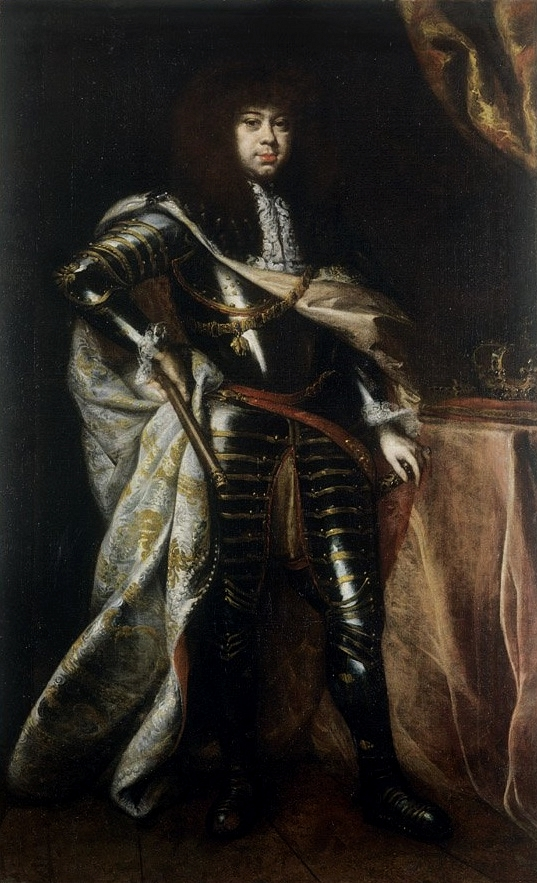
Michał Korybut Wiśniowiecki appena salito al trono a 29 anni

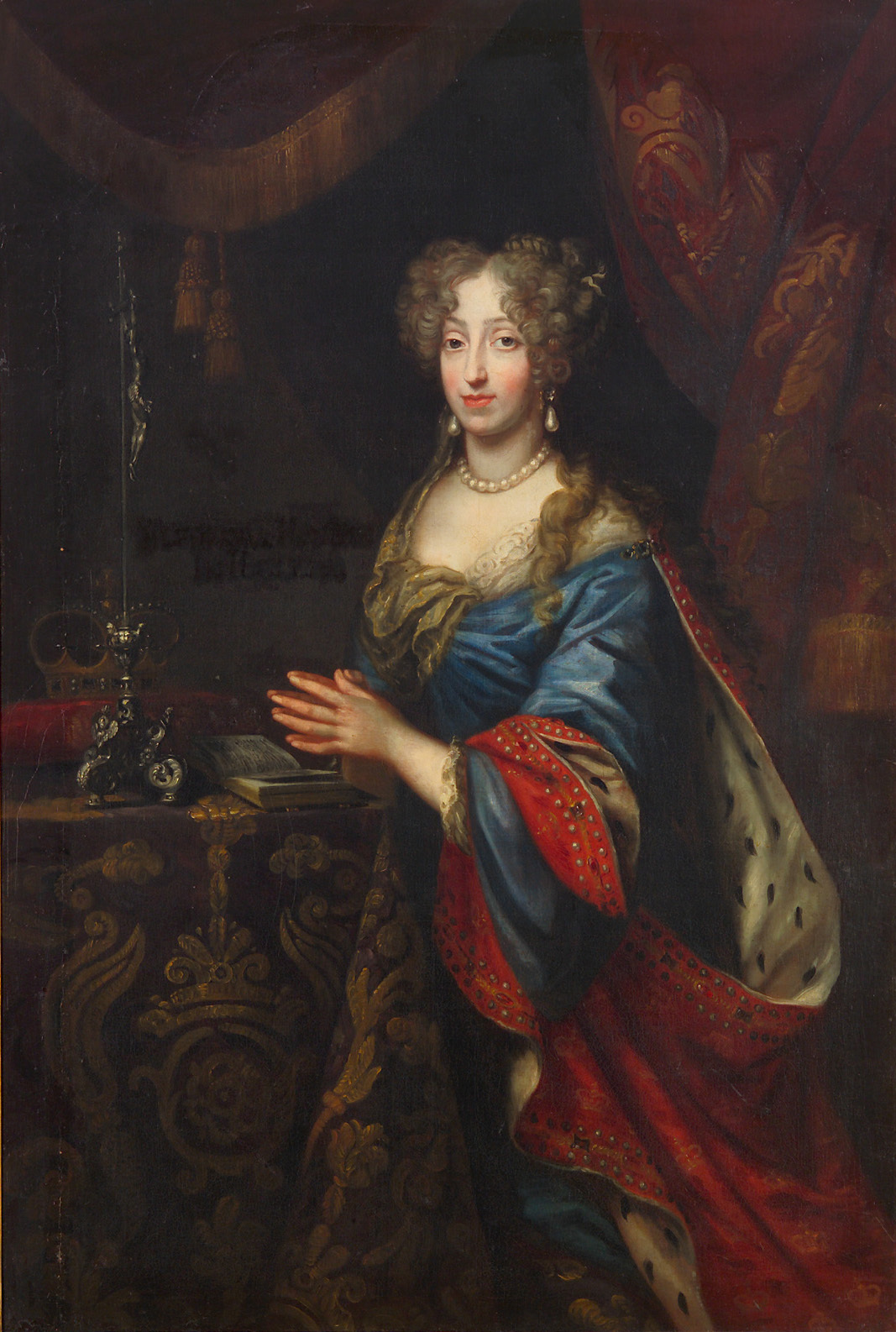
Eleonora d'Austria, dopo essere stata eletta regina

I primi due anni di regno furono i migliori, anche se in Ucraina era in corso una guerra contro i tartari. In qualità di re Michele era molto occupato politicamente ed economicamente a risolvere situazioni in varie zone del regno polacco, che si trovavano in grande difficoltà. Tra i suoi doveri immediati vi era anche il matrimonio. Questo compito fu attentamente preso in considerazione immediatamente dopo la sua incoronazione e quasi del tutto gestito dai ministri e dai nobili.
Il 26 dicembre 1669 i ministri e i nobili concordarono che Michele avrebbe dovuto sposarsi con l'ultima figlia dei sovrani del Sacro Romano Impero, Eleonora di Gonzaga-Nevers e Ferdinando III d'Asburgo, lo stesso sovrano che nel 1648 aveva firmato la pace di Vestfalia per porre fine alla Guerra dei trent'anni: la sposa era la diciassettenne arciduchessa Eleonora Maria Giuseppina d'Austria, sorella di Leopoldo I d'Asburgo e di Maria Anna di Spagna, moglie di Filippo IV di Spagna.
Il matrimonio fu celebrato ufficialmente il 27 febbraio 1670 presso il santuario di Jasna Gora nella città di Częstochowa, dal nunzio papale Galeazzo Marescotti. Eleonora venne poi incoronata il 19 ottobre 1670 nella basilica arcicattedrale di San Giovanni Battista di Varsavia. Con questo matrimonio la Polonia strinse un patto solenne con L'Austria, patto che rese Michele Cavaliere dell'Ordine del Toson d'oro. La regina, in seguito, in tutti i viaggi ufficiali, accompagnò sempre il re guadagnandosi la stima del popolo, al contrario del marito, che la umiliava e molto spesso organizzava delle orge. Ma voci ancora più preoccupanti giravano a corte facendo sospettare che Michele fosse omosessuale, orientamento desunto da alcuni suoi strani atteggiamenti. 
Nonostante avesse solo trent'anni, sembrava ne avesse molti di più; inoltre era del tutto calvo e indossava parrucche nere con i riccioli. Ogni tanto a corte si mormorava che la regina fosse incinta, ma in tutti casi si sentì poi parlare di aborto per incidente. Tali voci inducevano a pensare che le notizie di un prossimo erede fossero una copertura inventata dal re per nascondere la sua presunta omosessualità, o comunque una condizione di impotenza.
I nobili si sentivano presi in giro dal re e, per questo, arrivarono a seminare voci negative su di lui, come quella della sua "perversione". In realtà una volta la regina rimase veramente incinta ed il figlio, un maschio, morì durante il parto, il 29 novembre 1670. Fu questa gravidanza che impedì alla regina di essere incoronata a Cracovia come il marito. Oltre ad un altro episodio di gravidanza  che terminò anche questa volta in tragedia, la regina non rimase più incinta.

## Il regno di Michele: politica interna
.

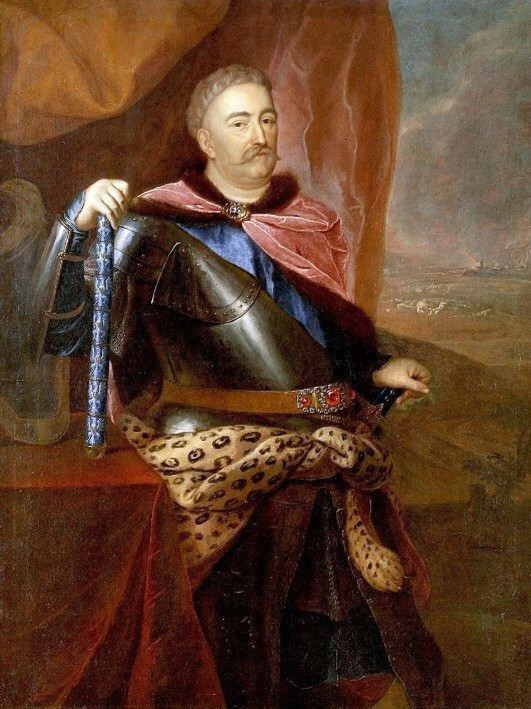
L'atamano e futuro re Giovanni Sobieski

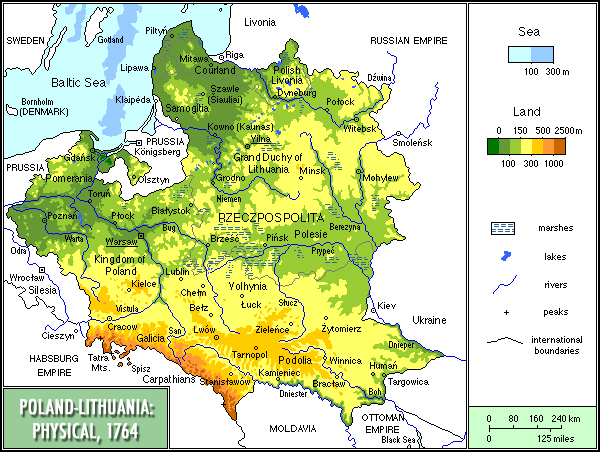
La Confederazione Polacco-Lituana nel 1764

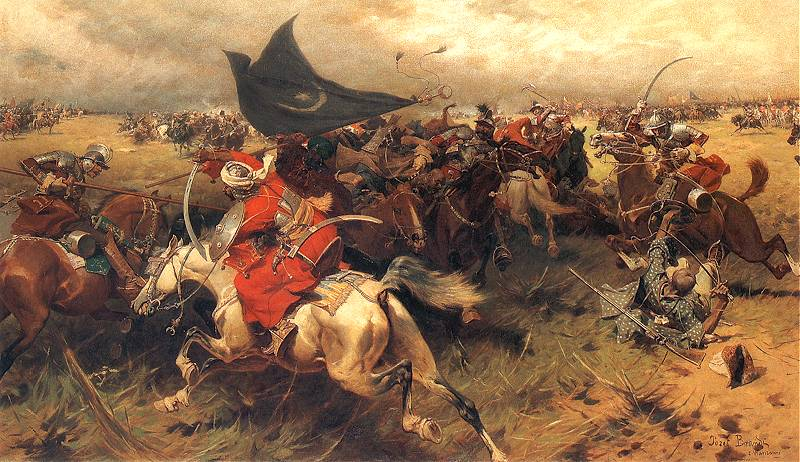
I Turchi all'assalto nel 1672 in Polonia

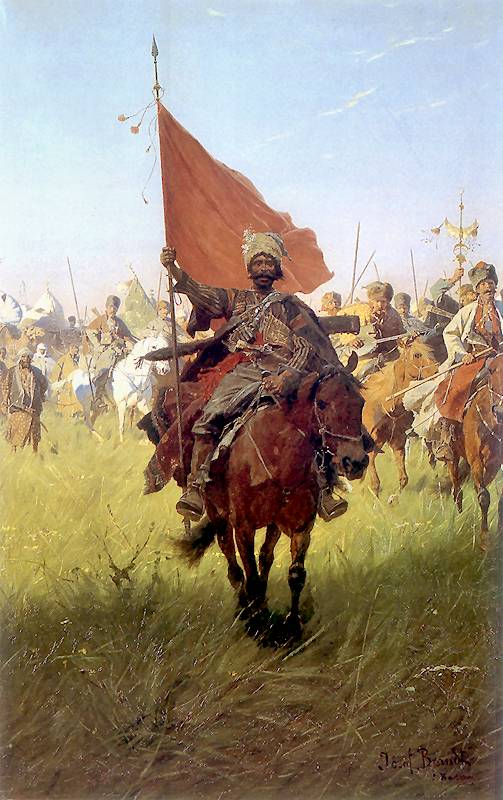
Cavaliere cosacco con stendardo

All'inizio del regno, Michele si rese conto che diversi nobili e lo stesso popolo erano contrari alla sua politica e, a peggiorare la situazione, vi era anche la sua incapacità a gestire problemi complessi. Nei primi viaggi ufficiali del 1669 per le strade la gente lo insultava apertamente, era costantemente scortato, ed era oggetto di una satira pesante. La Dieta era molto scontenta del sovrano e si era divisa in due fazioni, entrambe sfavorevoli: la fazione degli "scontenti" e quella degli "indecisi".
Quasi nessuno lo appoggiava, eccetto una parte del clero e dei cardinali. La fazione degli indecisi era comunque in minoranza, mentre la maggioranza era costituita dagli "scontenti", appartenenti quasi tutti al partito filo francese che aveva perso le elezioni e capeggiato dal ex candidato al trono Mikołaj Prażmowski, che, tra l'altro, nutriva un forte risentimento nei confronti del re. Vi erano poi anche molti altri potenti oppositori, come il Grande Atamano della Corona Giovanni Sobieski, il magnate Andrzej Morsztyn, Bogusław e Michał Kazimierz Radziwiłł, il governatore di Cracovia Aleksander Michał Lubomirski, il governatore di Rutenia Stanisław Jan Jablonowski, il voivoda di Poznań Krzysztof Grzymultowski, e infine il vescovo di Cracovia Andrzej Trzebicki.
Nel 1669 in tutta la Polonia circolavano voci negative sul re, attribuibili in gran parte ai contadini ucraini continuamente oggetto degli attacchi dei tartari e al ministro della giustizia e maresciallo del parlamento Jan Wielopolski che organizzò, partendo da Cracovia, una feroce propaganda composta da una serie di striscioni e cartelli che umiliavano anche volgarmente il re, incitando il popolo a nutrire sentimenti antimonarchici.
Mentre il popolo gridava "abbasso il re", la potente szlachta, rappresentata da famiglie emergenti come quella dei Radziwiłł, votava per la deposizione di Michele e per l'elezione del principe francese Charles-Paris d'Orléans. Michele non fu in grado di placare questa situazione, per cui cadde in depressione, iniziò ad ingrassare e a soffrire di ulcera. Le potenti dinastie della szlachta agivano incontrastate nel parlamento obbligando il re ad eseguire una politica che, comunque, andava contro la volontà del popolo.
Il 19 aprile 1670 il Grande Atamano della Corona Giovanni Sobieski presiedette una riunione del parlamento presso Trembowla, nella quale si occupò della grave situazione dell'esercito in Ucraina e della mancanza di finanziamenti per pagare adeguatamente i soldati, ormai allo stremo. In questa riunione alcuni partiti difesero il re, creando per breve tempo una fazione alleata con Michele, già sparita l'anno successivo.
Nel 1671 la situazione dell'esercito degenerò in una rivolta armata nella regione della Volinia,  capeggiata da Stanisław Wyżycki, contro gli ordini di Sobieski che in seguito fece cessare la rivolta. Fu proprio Sobieski a frenare l'opposizione del popolo evitando una guerra civile e per questo godé di un forte appoggio da parte di tutta la nobiltà, ma a danno del re. Allo stesso tempo Michele promise di aumentare i salari dell'esercito e di migliorare i piani di battaglia, cosa che inizialmente non riuscì a realizzare per mancanza di fondi.
Nel 1672 l'Impero Turco dichiarò guerra alla Polonia, dando così inizio alla Quarta Guerra Polacco-Ottomana. La Polonia nel 1667 era uscita sconfitta dalla Guerra russo-polacca, sconfitta dovuta ad una competizione con lo zar di Russia, conseguente alla Seconda Guerra del Nord, ed il sud in particolare, dalla Guerra polacco-cosacco-tartara. Quest'ultima invece fu conseguente ad una rottura dell'alleanza turco-tartara, così i tartari iniziarono un'avanzata sui territori dell'Ucraina appartenenti al sultano, ma già nei primi mesi del 1666, questi attaccarono il voivodato polacco dell'atamano Petro Dorošenko, che dovette arrendersi.
L'avanzata tartara arrivò a minacciare lo stesso sultano Maometto IV, che da li a poco dichiarò guerra alla Polonia, procedendo con l'avanzata in Ucraina e saccheggiando le regioni poste a sud della Confederazione. I tartari vinsero la guerra, e, solo nel 1671, fu siglato un trattato di pace. I tartari erano spietati sia nel saccheggio che in battaglia, e, con la situazione politica polacca di quegli anni, e le pietose condizioni dell'esercito, neanche il grande Sobieski riuscì a batterli. La Turchia infatti fu la prima a mobilitare il suo esercito, approfittando dello stato quasi di Guerra Civile presente in Polonia fin dal 1664.
Ora i turchi stessi si erano mobilitati contro i polacchi per realizzare il grande progetto di invasione del sultano, e, in caso di resa da parte della Corona, avrebbero richiesto un'enorme quantità di oro e di territori. Michele a questo punto riunì un consiglio straordinario presieduto il 22 novembre 1664 da Stefan Stanisław Czarnecki e da Sobieski. Erano presenti anche Mikołaj Prażmowski, il quale fu attaccato dagli alleati del re, il nunzio papale, Francesco Buonvisi, ed il vescovo di Cracovia Andrzej Trzebicki.
Vennero lette le condizioni del sultano e furono allertate due grosse unità armate pronte a procedere contro i turchi sia in Ucraina che in Podolia. Lo stato di guerra imminente, comune a tutto il regno, provocò nella nobiltà e nel popolo una riappacificazione, essenziale per affrontare i turchi. Questa "pace" fu ristabilita ufficialmente nel marzo 1673, quando a Varsavia venne, a questo proposito, organizzata una conferenza: fu stipulato un patto ufficiale tra popolo, Szlachta e re Michele, nel quale si giurava anche una reciproca collaborazione tra le diverse anime dello stato e i militari, ora necessaria per affrontare un lungo conflitto. Con questo atto si conclusero le lotte interne tra esercito, partiti politici e sovrano.

## La politica estera e la Seconda Guerra Polacco-Ottomana

### Origini: Guerra Polacco-Cosacco-Tartara (1666-1671)

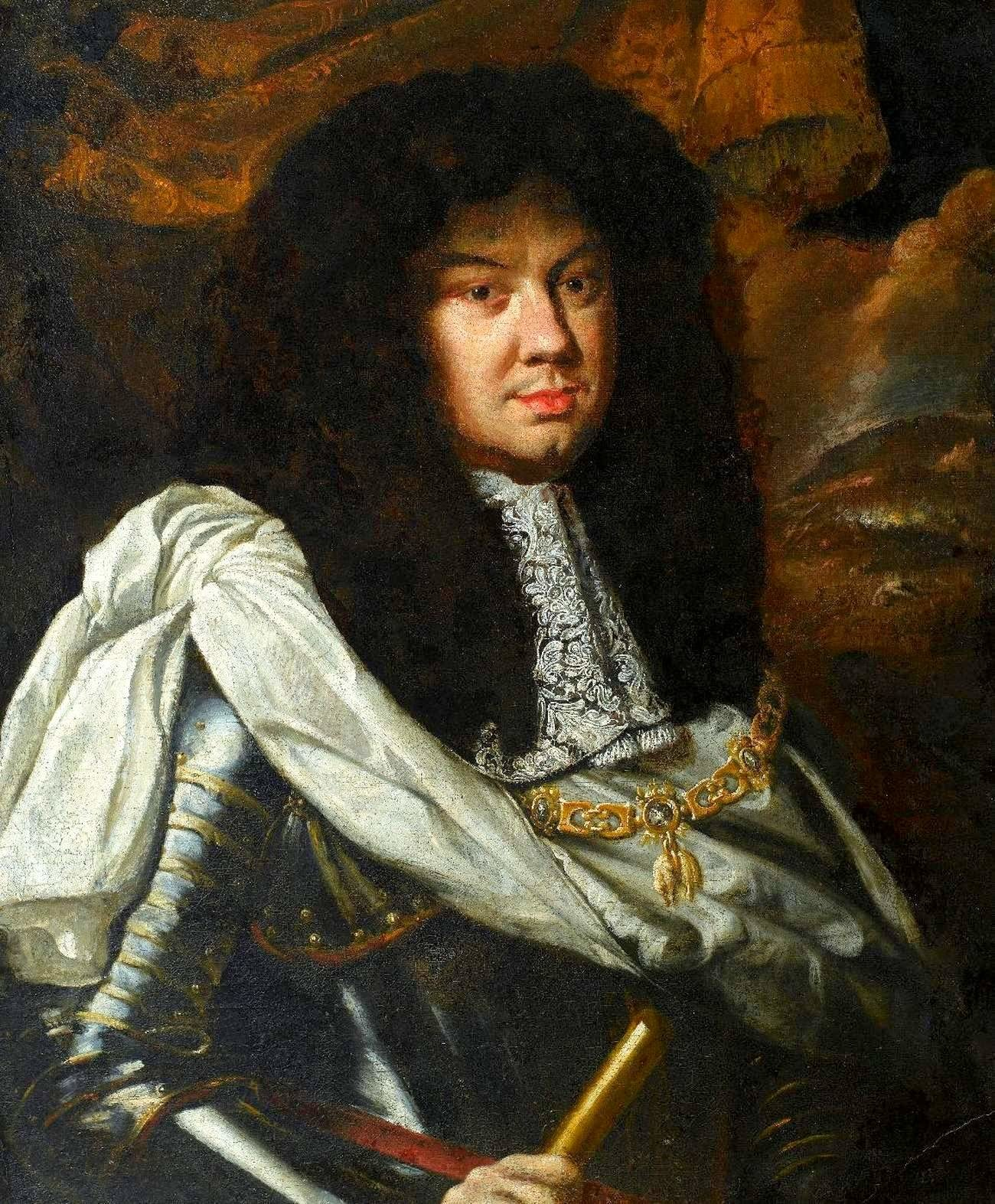
Michele Korybut in armatura

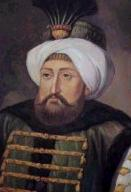
Maometto IV, sultano di Turchia

Fu uno dei numerosi conflitti che attanagliava la Polonia del tempo, conseguente alla Guerra Polacco-Cosacco-Tartara del 1666-1671. Questa iniziò nel 1666, quando il sultano turco Maometto IV ruppe l'alleanza con l'Impero tartaro, iniziando ad avanzare nelle regioni tartare ucraine. Questi, spietati e feroci saccheggiatori, risposero con la conquista delle zone turche ucraine attaccando anche i voivodati ucraini della confederazione polacco-lituana. Il territorio dell'atamano Peter Dorošenko fu totalmente occupato, arrendendosi poco dopo. In seguito l'atamano Dorošenko tentò più volte di riprendere i suoi territori, ma senza successo. All'ultimo tentativo si alleò con il sultano turco contro i tartari, i quali iniziarono una sistematica avanzata nell'Impero turco fino ad arrivare a minacciare lo stesso Maometto IV. L'Ucraina cadde nel caos: stermini, saccheggi e razzie venivano compiute giornalmente dai tartari. Fu a questo punto che la Polonia dichiarò guerra all'Impero Tartaro per bloccare le lotte in Ucraina e per non far dilagare la guerra nelle zone della Polonia sud. Ma il regno polacco era troppo debole per agire, a causa dei dai conflitti che lo attanagliavano.
I tartari, sfruttando questa debolezza si lanciarono all'avanzata nelle pianure della Polonia del sud, depredando e uccidendo chiunque incontravano. Il re Giovanni II Casimiro Vasa diede l'allarme civile a Cracovia e nelle regioni della Piccola Polonia: Kameniec, Podolia, Podlachia, ecc. L'atamano Dorošenko si rese conto di poter ottenere molto più dei suoi ex territori se avesse abbandonato l'alleanza con i turchi. E così fece: strinse un'alleanza con i tartari e garantì a questi, tutti i cosacchi del suo voivodato. Dorošenko si rese responsabile di un vero e proprio affronto nei confronti del governo polacco: un atamano della Confederazione polacco-lituana che non solo si univa al peggior nemico del regno, ma faceva scontrare tutto il suo esercito cosacco, contro la sua stessa patria. L'avanzata cosacco-tartara ora procedeva incessante. A bloccare questa avanzata fu ancora una volta il grandioso e potentissimo Sobieski, che, tra il 1666 e il 1667 arrestò completamente, soprattutto nel corso della battaglia di Podhajce. Nel 1670 Dorošenko conquistò di nuovo i suoi territori ucraini, e con i tartari depose il Khan di Crimea Adil Giray, sostituendolo con Selim I, che rialleatosi con i tartari fu responsabile di una seconda mobilitazione dell'esercito cosacco-tartaro contro la Polonia, anche questo fermato da Sobieski.
La guerra si concluse nel 1671 con il rinnovo dell'alleanza di Selim I con la Turchia, venendo così a formare una coalizione anti-tartara. L'esercito turco-crimeano avanzò dal sud nelle zone ucraine dell'Impero tartaro, respingendo totalmente i tartari dalla Turchia e conquistando alcuni loro territori. Fu una vittoria per i turchi, ma una sconfitta per i polacchi. Secondo i piani, l'esercito di Sobieski avrebbe dovuto attaccare da nord i tartari, cosa che non accadde per la ribellione e successiva dissoluzione dell'esercito polacco-lituano dovuto alla mancanza di beni primari e delle paghe. Sobieski era impotente, non avrebbe potuto fare niente. I tartari, si resero conto di non poter attaccare la Turchia, così ne approfittarono, iniziando ad avanzare indisturbati in Polonia. Nel 1671 la guerra finì con la conquista tartara di tutta l'Ucraina polacca e a sud, dei vasti territori delle pianure polacche.

### Fasi della Guerra Polacco-Ottomana ed il suo tragico esito

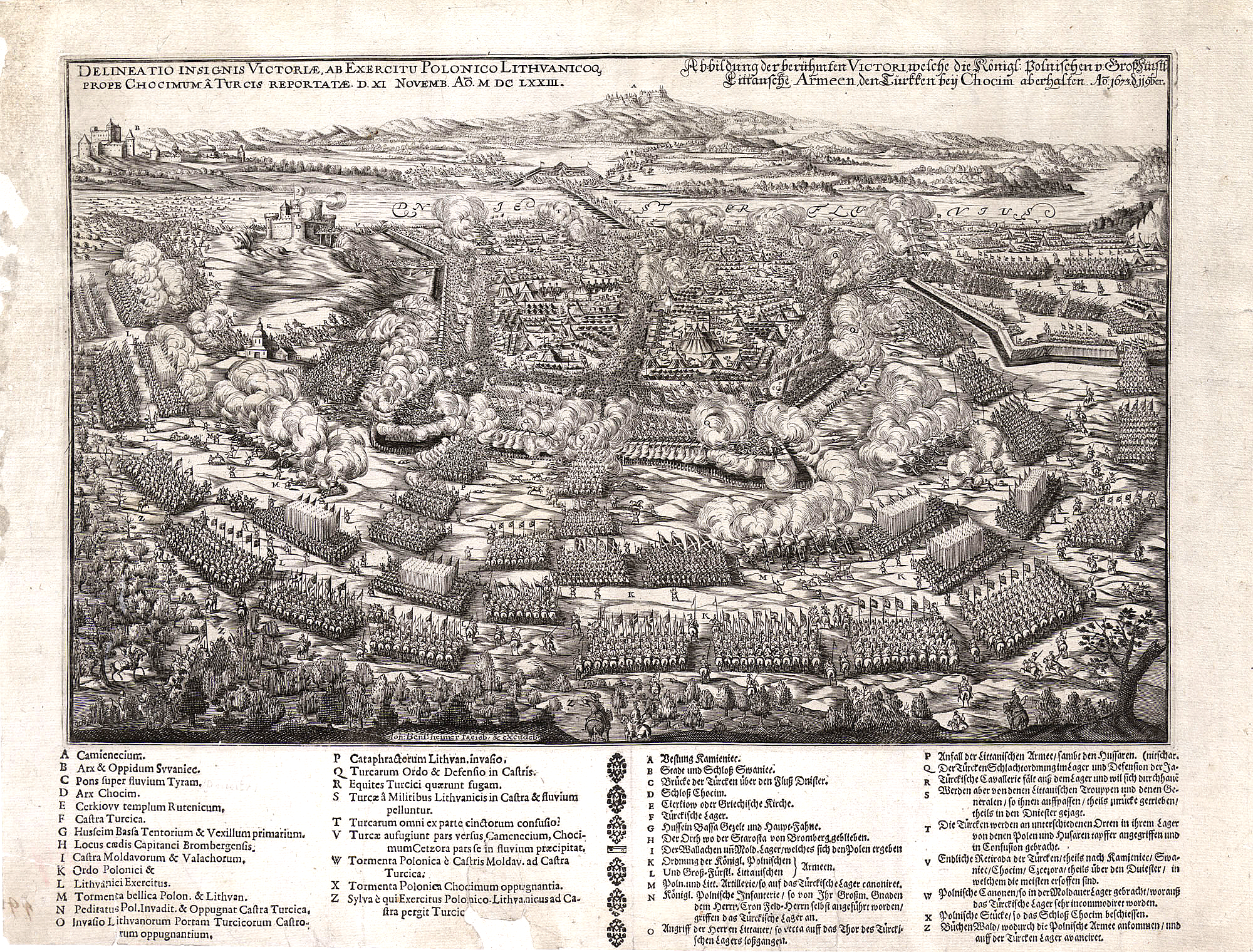
La Battaglia di Khotyn

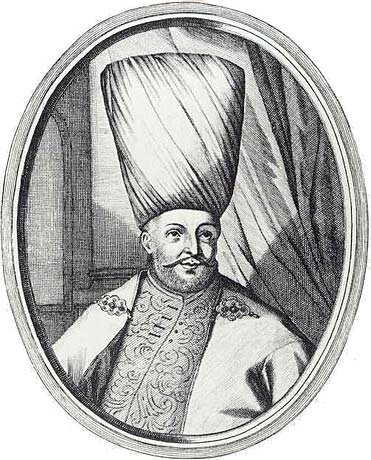
Il Gran Visir Fazil Ahmed Koprulu

I Tartari si ritirarono dai territori polacchi in breve tempo, in seguito alle minacce turche. Questa volta, lo stesso sultano Maometto IV, per soddisfare finalmente il suo desiderio di conquista polacca, decise di sfruttare il destino negativo della nazione, per invaderla e deporre il re una volta per tutte. Mobilitò l'esercito turco guidato dal gran visir Fazıl Ahmed Köprülü, composto da più di 80.000 soldati. Cominciarono con l'invasione dell'Ucraina, poi di Kam"janec', e poi a Leopoli, ecc.
Le forze di Sobieski erano limitate, senza nerbo, con soldati stremati e in condizione disumane. Per non parlare degli stipendi, i quali Michele non poteva aumentare poiché già le tasse erano altissime e non godeva certo il favore del popolo. I polacchi non avevano scelta e furono costretti a firmare nel 1672 il trattato di Bučač, il quale cedeva alla Turchia gran parte dell'Ucraina, il voivodato di Bracław, quello di Podolia, parte di quello di Kiev e il pagamento alla Sublime Porta di 22.000 ducati d'oro.
A Varsavia intanto regnava non il re, ma il caos. Il popolo era in preda alla paura della guerra, la Dieta era in subbuglio ed il re era in preda allo stress. Sobieski, a Varsavia, si riunì con il re e la Dieta, e, uniti alla volontà e dalla rabbia dovuta all'umiliazione del popolo, decisero una nuova chiamata alle armi, e un brusco aumento delle tasse. La Polonia riacquistò un esercito: guidato da Sobieski, era composto da 37.000 soldati. Si aprì così la seconda fase della guerra. Nel 1673, Sobieski lanciò una serie di micidiali attacchi ai turchi, soprattutto nella battaglia di Kothyn, nel quale fu acclamato eroe nazionale.
Ma nel 1674, l'aumento delle tasse e la mancata fornitura di armi e soldati, fu la causa di ribellioni sia dell'esercito in Lituania sia di imponenti rivolte da parte del popolo. Questo provocò una ritirata polacca, mentre la Turchia continuava a essere rifornita da uomini e armi. Un nuovo micidiale colpo fu lanciato dai turchi nel 1675, con un attacco di 200.000 soldati, che per miracolo Sobieski riuscì a fermare prima della capitale.
Nel 1676, con la battaglia di Żurawno, i turchi sconfissero definitivamente i polacchi ponendo termine alla guerra. I turchi tennero i due terzi dei territori conquistati nel 1672 e la Polonia cadde sotto l'egemonia turca. Intanto Michele era morto da tre anni a causa di una serie di malattie dovute soprattutto allo stress. Ad essere eletto re fu Sobieski, col nome di Giovanni III, oggi considerato uno dei più grandi re polacchi.

## La sua malattia e la morte improvvisa

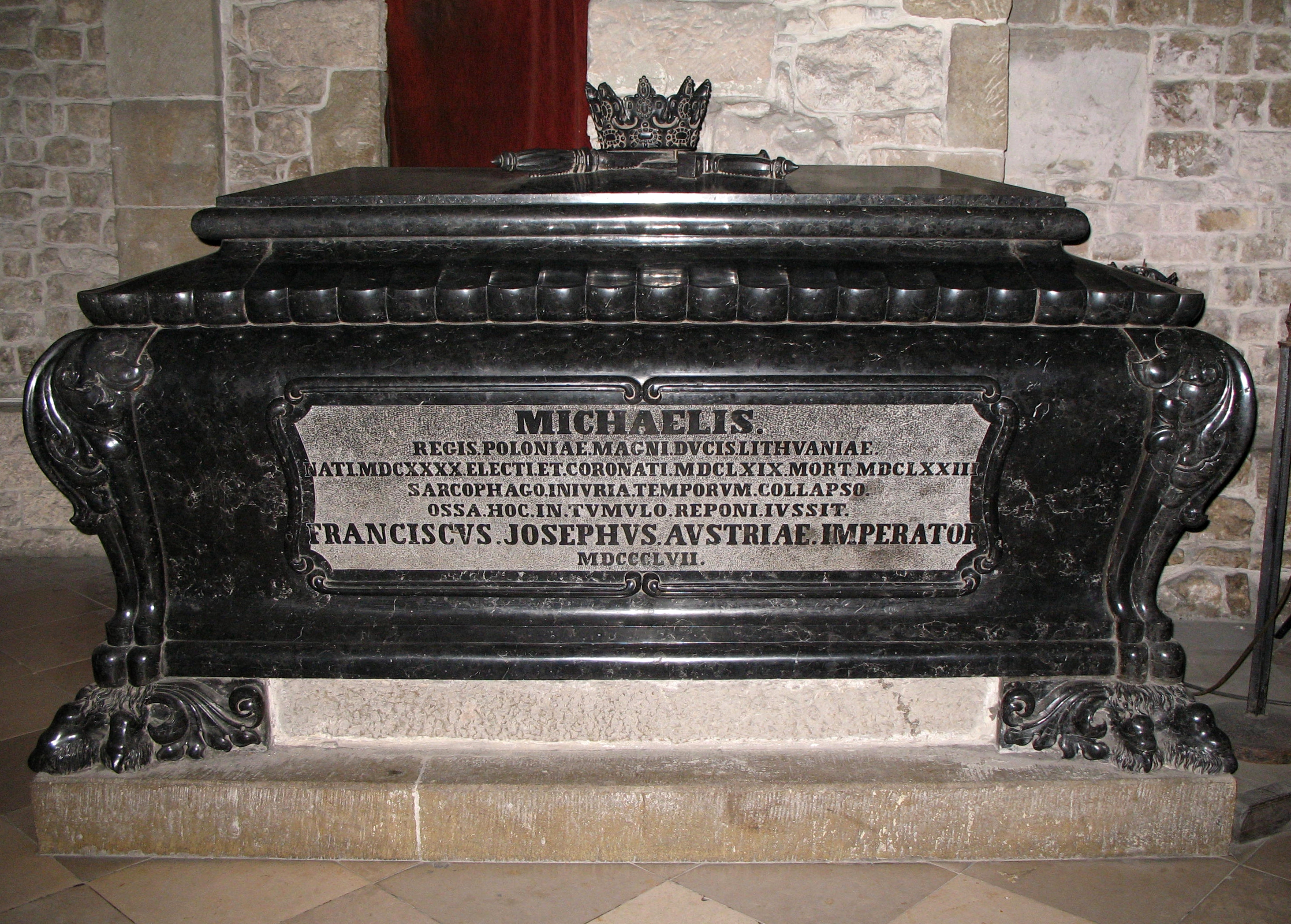
Il grande sarcofago in marmo nero dove riposa Michele Korybut

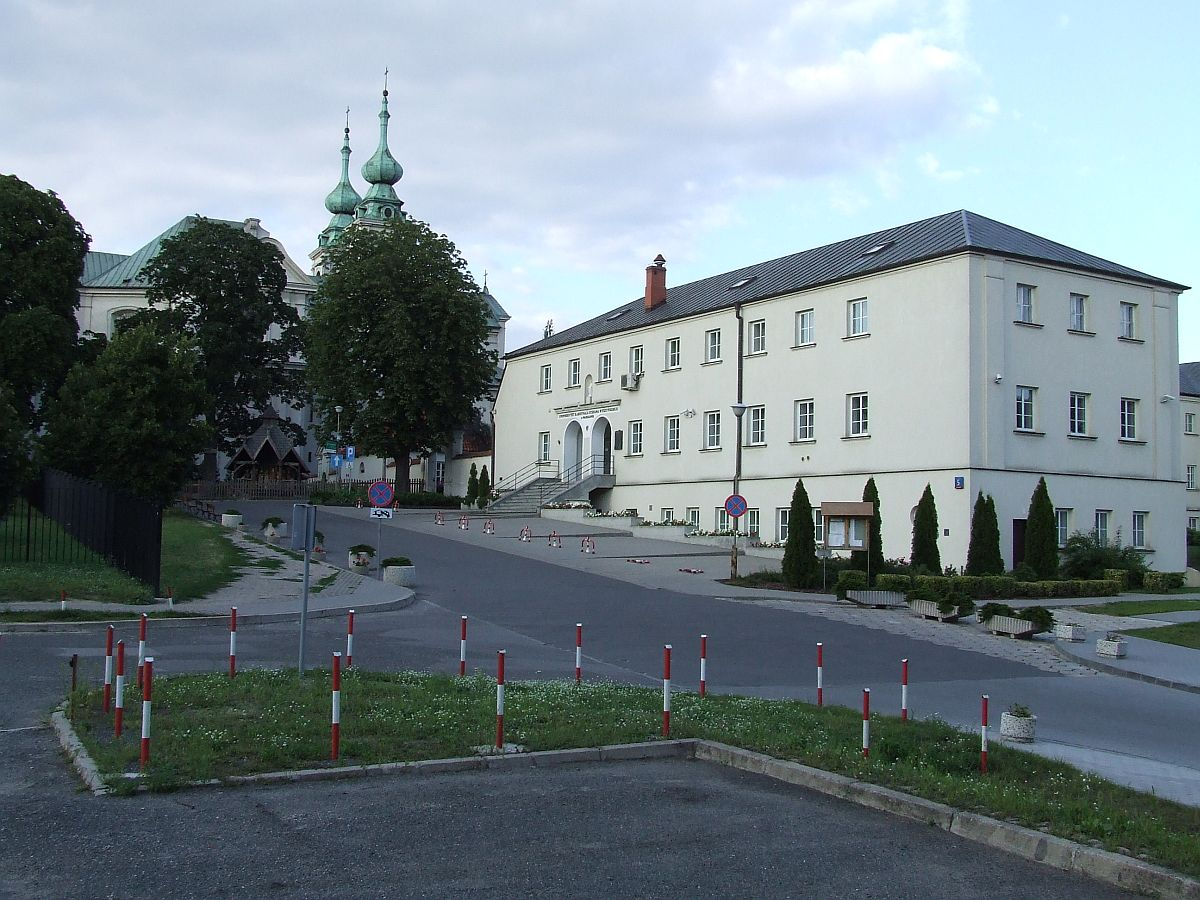
Il monastero di Bielany, a Varsavia

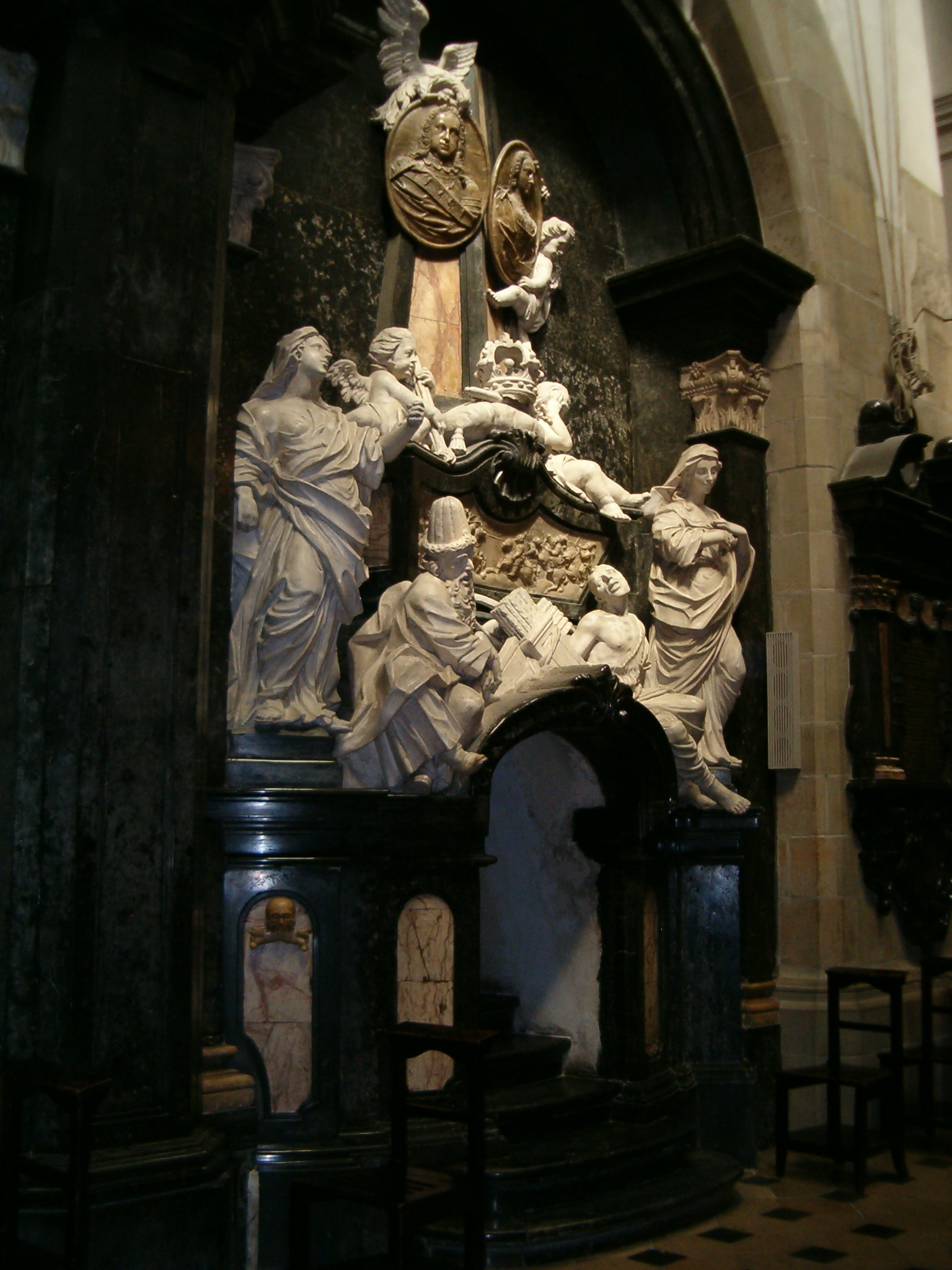
Ingresso alla tomba dei re di Polonia

Fino a quel momento, a comandare al fronte era stato lo stesso re Michele, anche se le strategie di attacco erano ordinate da Sobieski. Ora Michele soffriva di un'ulcera acuta, che non gli permetteva più di stare al fronte. Lasciò il totale comando a Sobieski e tornò a Varsavia circondato dai medici. La loro diagnosi fu proprio un'estesa ulcera dovuta alle grandi tensioni della guerra e dei problemi che affliggevano il regno, una responsabilità troppo grande per l'uomo.
L'aggravarsi delle critiche lo avevano condotto in una crisi depressiva che neanche con il tempo poté essere mitigata dalle cure. Non riusciva più a muoversi normalmente e doveva essere sempre seguito. I medici provavano invano delle cure, soprattutto a quel tempo non si conosceva poco o nulla sull'origine di questo male e procedendo anche con salassi, ma del tutto inutili per risolvere la sua malattia.
Michele Korybut Wiśniowiecki mentre si trovava nella residenza reale di Leopoli, fu trovato morto sul suo letto la sera del 10 novembre 1673. Si pensava ad un infarto, ma poi l'autopsia rivelò che la causa era la rottura di un tratto gastro-intestinale dovuto ad una forte penetrazione di succhi gastrici ricchi di acido cloridrico presenti nello stomaco e sulle sue pareti, e quindi provocando la morte istantanea. Insomma, fu un forte attacco d'ulcera a ucciderlo e a soli 33 anni, un'età giovanissima.
Il giorno dopo venne data la notizia, seguita da solenni funerali nella cattedrale di Varsavia. La sua salma fu sepolta in tre diversi luoghi: il cuore fu sepolto nel chiostro del monastero camaldolese di Bielany in Varsavia. Alcuni visceri furono posti in un'urna e condotti presso la cattedrale latina di Leopoli, mentre il corpo rimase fino al 20 novembre 1673 a Varsavia, in una camera ardente. Dopo i funerali fu trasferito, insieme alle ceneri di Giovanni II Casimiro Vasa, nel seminterrato della Cattedrale di Wawel a Cracovia. Tuttora le sue spoglie riposano lì, con tutti gli altri re Polacchi. Una cosa è certa, per quanto possa essere stato penoso il suo regno, Michele è morto per il grande stress dovuto al dramma della sua nazione, pur facendo del suo meglio per risolverlo.

## Giudizio sulla sua persona e sul suo regno
Michele Tommaso Korybut Wiśniowiecki era una persona dotata di un carattere e di un aspetto fuori dall'ordinario. Il fatto che da giovane abbia studiato all'università di Praga lo aveva reso incredibilmente colto, anche se non si distingueva dagli intellettuali del tempo. Conosceva ben sei lingue: oltre al polacco, il francese, il tedesco, l'italiano, il turco, il latino ed il tartaro.
Il suo aspetto fisico era molto originale: pur avendo solo trent'anni, era molto piccolo, goloso e indossava sempre vestiti che mettevano in evidenza il suo fisico infelice. Era grassoccio e paffuto, con due lievi baffi sotto al naso. Ma la trasformazione avvenuta nei suoi ultimi anni di vita era dovuta soprattutto allo stress causato dai problemi nel regno, che lo induceva a mangiare di più per compensazione. In testa era completamente calvo e indossava sempre vistose parrucche. Si pensava che la sua impotenza derivasse dall'eccesso nell'alimentazione.
Ma altri ancora lo consideravano omosessuale, anche se per dire questo non ci sono prove. Secondo molti storici questa voce è stata diffusa semplicemente a causa del suo strano e a volte inspiegabile comportamento: riservato, silenzioso, con scatti di nervi improvvisi, ecc. Ma questo, in realtà, era frutto della depressione. 

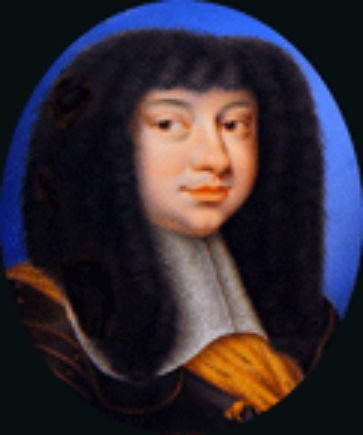
Paul Prieur, Michael Korybut Wiśniowiecki, miniatura

Sobieski lo definì ironicamente "il re scimmia". Tra i pregi di Michele, per esempio, si possono annoverare una grande dignità e una perfetta padronanza del linguaggio, derivante soprattutto dalle sue notevoli conoscenza linguistiche. Ma aveva anche molti difetti: pigro e vile, soprattutto in guerra, quando comandava al fronte.
Fu avido di potere nei confronti dei ministri o della regina, la quale, una volta morto il marito, si risposò il 6 febbraio 1678 a Wiener Neustadt col duca Carlo V di Lorena. Ma il suo maggior difetto era una cronica incapacità ed inaffidabilità sia politica che militare, per la quale dovette subire moltissime umiliazioni. Il suo brevissimo regno di 4 anni, tra il 1669 ed il 1673, fu una continua lotta contro le avversità, pesanti offese e la mancanza di rispetto, che la Dieta, la plebe, e l'esercito avevano nei suoi confronti.
Proprio per questo Michele fu uno dei re polacchi meno stimati. Aveva una grande difficoltà nel prendere decisioni politiche definitive. Ma nel corso del suo sfortunato regno, Michele cercò in tutti i modi di evitare inutili spargimenti di sangue, sia all'interno che all'esterno del regno. Più che i difetti, fu la sua grande sfortuna, la debolezza sia fisica e soprattutto morale a segnare così pesantemente il suo regno, il quale fu completamente offuscato da quello glorioso e trionfante del suo successore: Giovanni III Sobieski, che condusse ad un periodo di pace, di vittorie militari e di prosperità. In Polonia fu soprattutto ricordato per le grandi vittorie contro i turchi nel corso della Guerra austro-turca (1683-1699), a fianco del grande Eugenio di Savoia e di Leopoldo I d'Asburgo. Sobieski morì nel 1697 ed oggi viene ricordato come uno dei più grandi re polacchi.

### Ritratto di Michele Wiśniowiecki

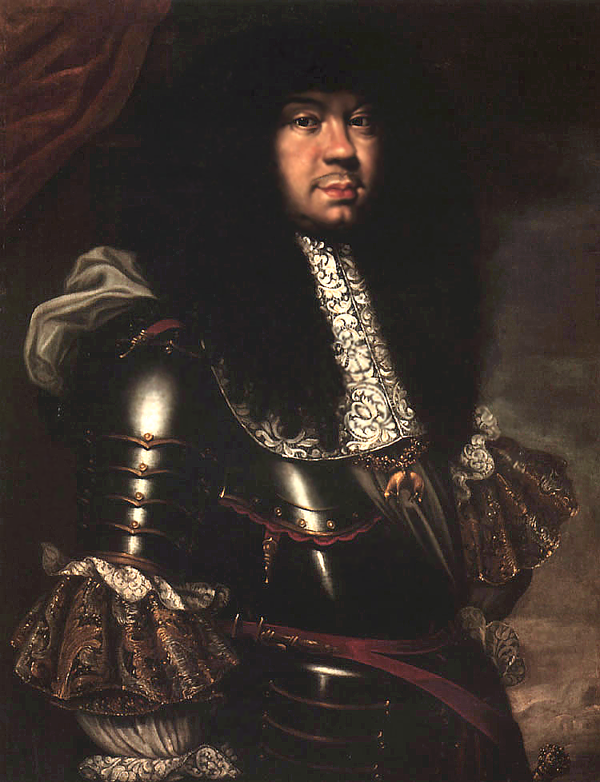
Michał Korybut Wiśniowiecki

Collana dorata dell'Egregio Ordine del Toson d'oro, che porta al collo Michele Korybut qui accanto

Qui a sinistra possiamo osservare un ritratto di Michele Wiśniowiecki in armatura ufficiale, nel periodo della sua depressione e negli ultimi mesi di vita, intorno ai primi mesi del 1673, in realtà molto più grasso e goffo dei suoi ritratti al momento dell'ascesa al trono. Qui è ritratto da un pittore anonimo polacco nel momento più difficile, quando i turchi erano in procinto di attaccare la Polonia, mentre il popolo gli mancava di rispetto e lo insultava desiderando che abdicasse. Il quadro corrisponde perfettamente alla sua immagine. A cominciare dal viso: si nota un'espressione preoccupata ed in ansia per il futuro. A livello fisico il viso è alquanto paffuto, con baffi leggeri sopra due vistose labbra. Occhi leggermente fuori dalle orbite. Si nota abbastanza bene la sua bassa statura e la posizione leggermente gobba.
Nonostante l'armatura si nota il suo fisico grasso e goffo, segnato da un forte stress. La sua armatura nera non è eccessivamente decorata, nonostante fosse un ufficiale. Inoltre questa ricopre le braccia solo fino al gomito, poi si intravede una manica di camicia ornata, posta al di sopra da una grossa manica a ventaglio con molte decorazioni in bronzo scuro. Una cintura rossa trattiene una spada al posto delle ormai diffuse cravatte a fazzoletto del tempo. Inoltre notiamo un grosso e largo colletto bianco tipico dell'inizio del secolo, ornato con diverse sfumature e rifiniture. Sotto al suo gran colletto si nota un oggetto particolare: una specie di grossa collana dorata con appeso un ariete. Era la collana ufficiale a rappresentare la sua onorificenza di Cavaliere dell'Ordine del Toson d'oro, nel quale era entrato ufficialmente con il matrimonio con Eleonora, figlia di Ferdinando III imperatore del Sacro Romano Impero, con il quale strinse la secolare alleanza tra Austria e Polonia.
Infine si può notare la sua immensa parrucca di riccioli neri, che, se la si nota bene, si può vedere che sopra la sua testa la parrucca è continua (a differenza delle parrucche del tempo dotate di uno spacco posto al centro della testa che segnava l'attaccatura). Questo porta a dedurre che la sua testa era completamente calva, come di fatto è dimostrato. Lo sfondo pare raffigurare l'angolo di una tenda rossa e un quadro, probabilmente raffigurante scene di guerra (per dimostrare a chi osserva il ritratto che in quel momento la Polonia era in guerra, in questo caso contro i turchi). In conclusione la sua valutazione finale è che i 33 anni che Michele mostrava nel dipinto erano portati molto male, sempre a causa della depressione.

## Titoli reali

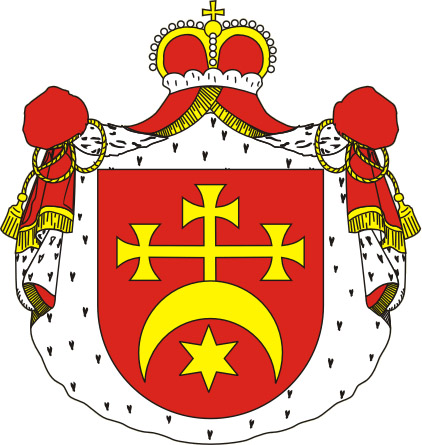
Stemma ufficiale della famiglia Wiśniowiecki

- Ufficiali, in latino: Michael I, Dei Gratia rex Poloniae, magnus dux Lithuaniae, Russiae, Prussiae, Masoviae, Samogitiae, Livoniae, Smolensciae, Kijoviae, Volhyniae, Podoliae, Podlachiae, Severiae, Czernichoviaeque, etc.
- Traduzione: Michele I, per Grazia di Dio Re di Polonia, Granduca di Lituania, Rutenia, Prussia, Masovia, Samogitia, Livonia, Smolensk, Kiev, Volinia, Podolia, Podlachia, Severia e Chernihiv, ecc.

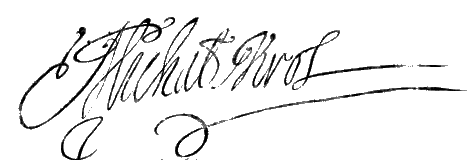
Firma di Michele: si firmava: in polacco= "Michal Krol" (in italiano letteralmente= Michele Re)

.